# مگس‌های میوه
مگس‌های میوه (نام علمی: Drosophilidae) نام یک تیره از فروراسته مگس‌خانگی‌شکلان است.

## نگارخانه

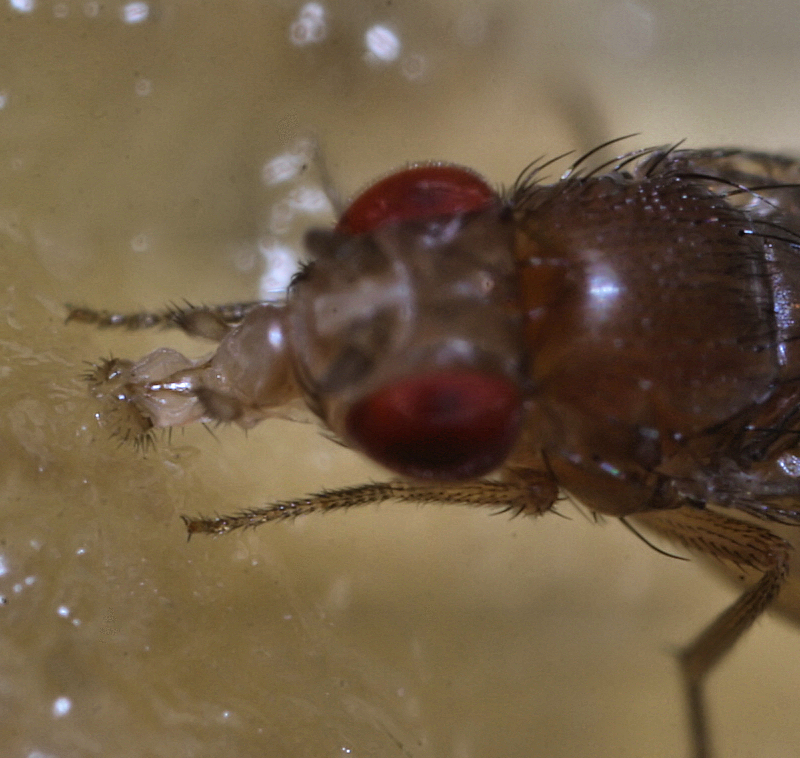
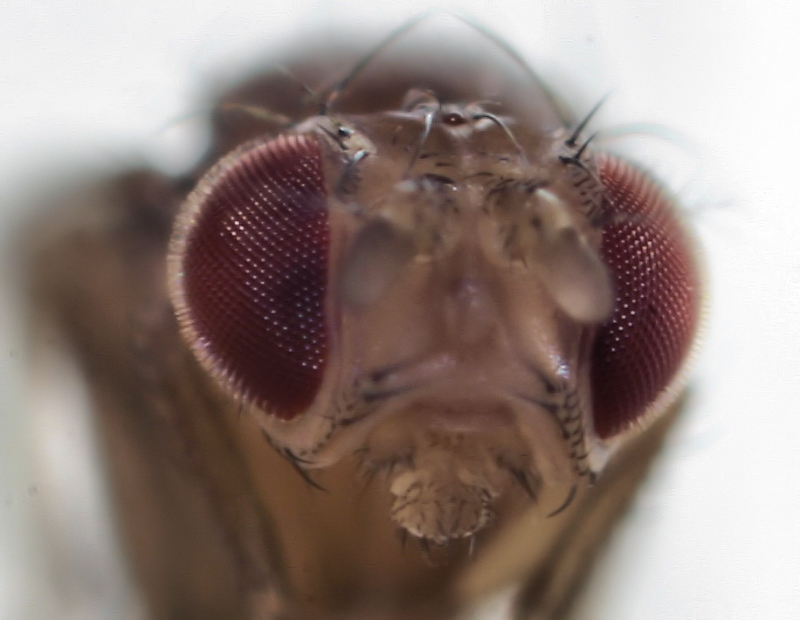
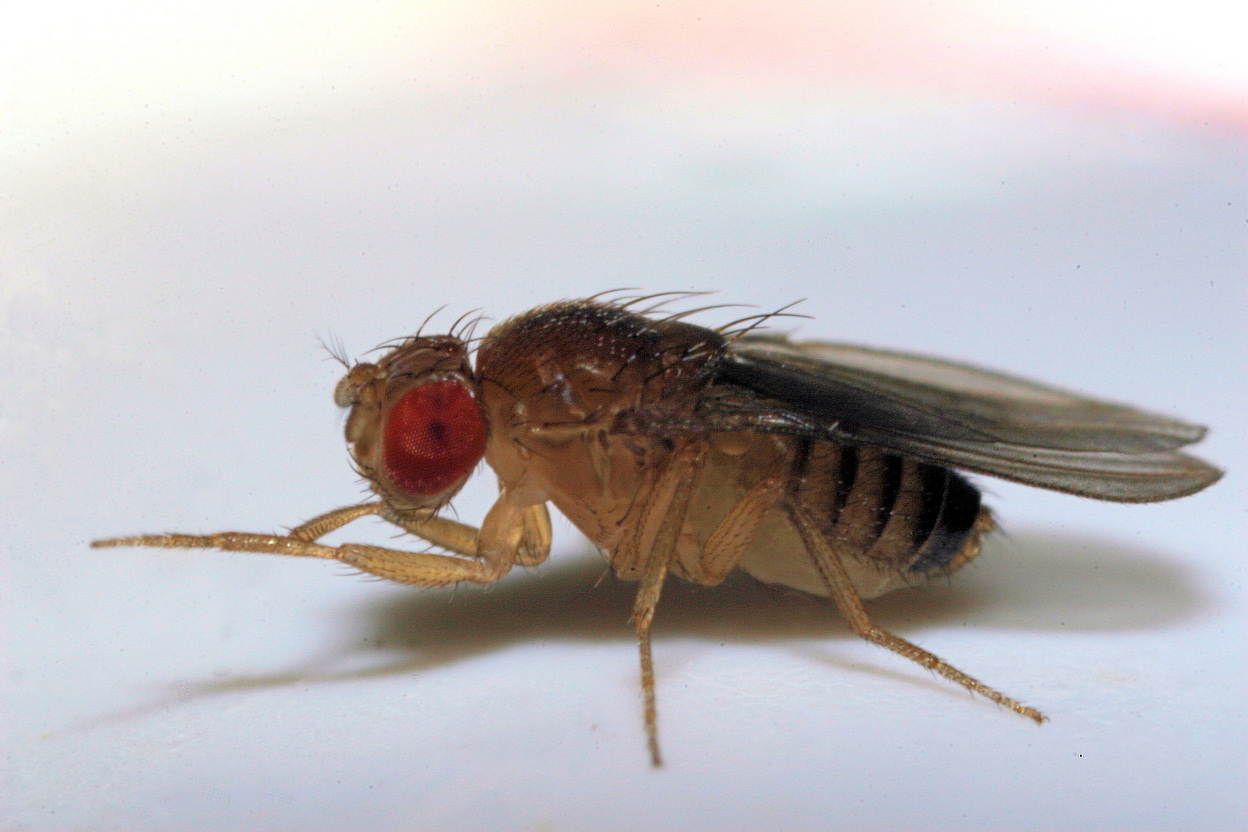
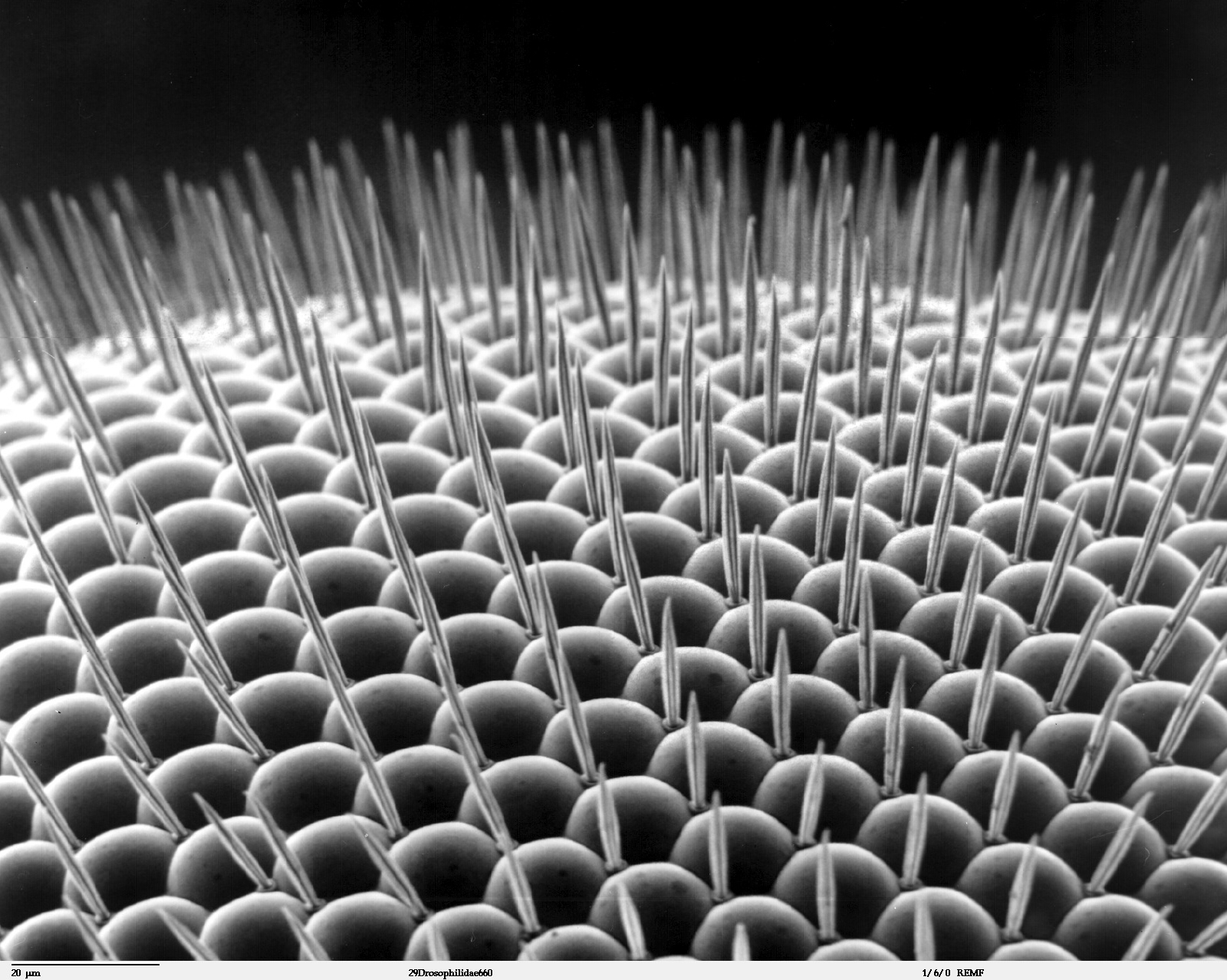